# Giro d’Italia 1989
Der 72. Giro d’Italia wurde in 23 Abschnitten und 3623 Kilometern vom 21. Mai bis zum 11. Juni 1989 ausgetragen und vom Franzosen Laurent Fignon gewonnen. Von den 197 gestarteten Fahrern erreichten 141 das Ziel in Florenz.

## Teilnehmende Teams
| Profi-Radsportteams (22)- 7 Eleven-American Airlines - AD Renting-W-Cup-Bottecchia - Alfa Lum-STM - Atala-Campagnolo - Café de Colombia - Caja Rural-Paternina - Carrera Jeans-Vagabond - Ariostea - Del Tongo-Mele Val di Non - Fagor-MBK - Frank-Toyo - Gewiss-Bianchi - Hitachi-VTM - Jolly Componibili-Club 88 - Malvor-Sidi - Panasonic-Isostar-Colnago-Agu - Pepsi-Cola-Alba Cucine - Chateau d'Ax-Salotti - Selca-Conti-Ciclolinea - Seur - Super U-Raleigh-Fiat - TVM-Ragno |
| |

## Verlauf
| Etappe | von                 | nach                    | km         | Gewinner             | Maglia rosa          |
| ------ | ------------------- | ----------------------- | ---------- | -------------------- | -------------------- |
| 1      | Taormina            | Catania                 | 123        | Jean-Paul van Poppel | Jean-Paul van Poppel |
| 2      | Catania             | Ätna                    | 132        | Acácio da Silva      | Acacio Da Silva      |
| 3      | Villafranca Tirrena | Messina                 | 32,5 (MZF) | Ceramiche Ariostea   | Silvano Contini      |
| 4      | Scilla              | Cosenza                 | 204        | Rolf Järmann         | Silvano Contini      |
| 5      | Cosenza             | Potenza                 | 275        | Stefano Giuliani     | Silvano Contini      |
| 6      | Potenza             | Campobasso              | 223        | Stephan Joho         | Silvano Contini      |
| 7      | Isernia             | Rom                     | 208        | Urs Freuler          | Silvano Contini      |
| 8      | Rom                 | Gran Sasso d’Italia     | 183        | John Carlsen         | Erik Breukink        |
| 9      | L’Aquila            | Gubbio                  | 221        | Bjarne Riis          | Acacio Da Silva      |
| 10     | Pesaro              | Riccione                | 36,8 (EZF) | Lech Piasecki        | Erik Breukink        |
| 11     | Riccione            | Mantua                  | 244        | Urs Freuler          | Erik Breukink        |
| 12     | Mantua              | Mira                    | 148        | Mario Cipollini      | Erik Breukink        |
| 13     | Padua               | Drei Zinnen             | 207        | Luis Herrera         | Erik Breukink        |
| 14     | Misurinasee         | Corvara                 | 131        | Flavio Giupponi      | Laurent Fignon       |
| 15A    | Corvara             | Trient                  | 131        | Jean-Paul van Poppel | Laurent Fignon       |
| 15B    | Trient              | Trient                  | 83,2       | Lech Piasecki        | Laurent Fignon       |
| 16     | Trient              | Santa Caterina Valfurva | 205        | Etappe annulliert    | Laurent Fignon       |
| 17     | Sondrio             | Meda                    | 137        | Phil Anderson        | Laurent Fignon       |
| 18     | Mendrisio (SUI)     | Monte Generoso (SUI)    | 10,7 (BZF) | Luis Herrera         | Laurent Fignon       |
| 19     | Meda                | Tortona                 | 198        | Jesper Skibby        | Laurent Fignon       |
| 20     | Voghera             | La Spezia               | 220        | Laurent Fignon       | Laurent Fignon       |
| 21     | La Spezia           | Prato                   | 216        | Gianni Bugno         | Laurent Fignon       |
| 22     | Prato               | Florenz                 | 53,8 (EZF) | Lech Piasecki        | Laurent Fignon       |

## Endstände
| \| Gesamtwertung \| Gesamtwertung \| Gesamtwertung \| Gesamtwertung \| Gesamtwertung \| \| Fahrer \| Fahrer \| Land \| Team \| Zeit \| \| ------------- \| --------------------- \| ------------------ \| ----------------------------- \| ---------------- \| \| 1. \| Laurent Fignon \| Frankreich \| Super U-Raleigh-Fiat \| 93 h 30 min 16 s \| \| 2. \| Flavio Giupponi \| Italien \| Malvor-Sidi \| + 1 min 15 s \| \| 3. \| Andrew Hampsten \| Vereinigte Staaten \| 7 Eleven-American Airlines \| + 2 min 46 s \| \| 4. \| Erik Breukink \| Niederlande \| Panasonic-Isostar-Colnago-Agu \| + 5 min 02 s \| \| 5. \| Franco Chioccioli \| Italien \| Del Tongo-Mele Val di Non \| + 5 min 43 s \| \| 6. \| Urs Zimmermann \| Schweiz \| Carrera Jeans-Vagabond \| + 6 min 28 s \| \| 7. \| Claude Criquielion \| Belgien \| Hitachi-VTM \| + 6 min 34 s \| \| 8. \| Marco Giovannetti \| Italien \| Seur \| + 7 min 44 s \| \| 9. \| Stephen Roche \| Irland \| Fagor-MBK \| + 7 min 44 s \| \| 10. \| Marino Lejarreta \| Spanien \| Caja Rural-Paternina \| + 8 min 09 s \| \| 11. \| Wladimir Pulnikow \| Sowjetunion \| Alfa Lum-STM \| + 9 min 50 s \| \| 12. \| Roberto Conti \| Italien \| Selca-Conti-Ciclolinea \| + 10 min 03 s \| \| 13. \| Phil Anderson \| Australien \| TVM-Ragno \| + 12 min 06 s \| \| 14. \| Jesper Skibby \| Dänemark \| TVM-Ragno \| + 12 min 13 s \| \| 15. \| Moreno Argentin \| Italien \| Gewiss-Bianchi \| + 12 min 16 s \| \| 16. \| Pēteris Ugrjumovs \| Sowjetunion \| Alfa Lum-STM \| + 14 min 27 s \| \| 17. \| Franco Vona \| Italien \| Chateau d'Ax-Salotti \| + 14 min 39 s \| \| 18. \| Luis Herrera \| Kolumbien \| Café de Colombia \| + 16 min 19 s \| \| 19. \| Jokin Mújika \| Spanien \| Caja Rural-Paternina \| + 22 min 02 s \| \| 20. \| Jon Unzaga \| Spanien \| Seur \| + 24 min 56 s \| \| 21. \| Samuel Cabrera \| Kolumbien \| Café de Colombia \| + 31 min 29 s \| \| 22. \| Eddy Schepers \| Belgien \| Fagor-MBK \| + 31 min 43 s \| \| 23. \| Gianni Bugno \| Italien \| Chateau d'Ax-Salotti \| + 32 min 23 s \| \| 24. \| José Salvador Sanchis \| Spanien \| Caja Rural-Paternina \| + 32 min 29 s \| \| 25. \| Jesús Blanco Villar \| Spanien \| Seur \| + 34 min 28 s \| |                       |                    |                               |                  |
| |                       |                    |                               |                  |
| |                       |                    |                               |                  |
| Gesamtwertung |                       |                    |                               |                  |
| Fahrer | Fahrer                | Land               | Team                          | Zeit             |
| 1. | Laurent Fignon        | Frankreich         | Super U-Raleigh-Fiat          | 93 h 30 min 16 s |
| 2. | Flavio Giupponi       | Italien            | Malvor-Sidi                   | + 1 min 15 s     |
| 3. | Andrew Hampsten       | Vereinigte Staaten | 7 Eleven-American Airlines    | + 2 min 46 s     |
| 4. | Erik Breukink         | Niederlande        | Panasonic-Isostar-Colnago-Agu | + 5 min 02 s     |
| 5. | Franco Chioccioli     | Italien            | Del Tongo-Mele Val di Non     | + 5 min 43 s     |
| 6. | Urs Zimmermann        | Schweiz            | Carrera Jeans-Vagabond        | + 6 min 28 s     |
| 7. | Claude Criquielion    | Belgien            | Hitachi-VTM                   | + 6 min 34 s     |
| 8. | Marco Giovannetti     | Italien            | Seur                          | + 7 min 44 s     |
| 9. | Stephen Roche         | Irland             | Fagor-MBK                     | + 7 min 44 s     |
| 10. | Marino Lejarreta      | Spanien            | Caja Rural-Paternina          | + 8 min 09 s     |
| 11. | Wladimir Pulnikow     | Sowjetunion        | Alfa Lum-STM                  | + 9 min 50 s     |
| 12. | Roberto Conti         | Italien            | Selca-Conti-Ciclolinea        | + 10 min 03 s    |
| 13. | Phil Anderson         | Australien         | TVM-Ragno                     | + 12 min 06 s    |
| 14. | Jesper Skibby         | Dänemark           | TVM-Ragno                     | + 12 min 13 s    |
| 15. | Moreno Argentin       | Italien            | Gewiss-Bianchi                | + 12 min 16 s    |
| 16. | Pēteris Ugrjumovs     | Sowjetunion        | Alfa Lum-STM                  | + 14 min 27 s    |
| 17. | Franco Vona           | Italien            | Chateau d'Ax-Salotti          | + 14 min 39 s    |
| 18. | Luis Herrera          | Kolumbien          | Café de Colombia              | + 16 min 19 s    |
| 19. | Jokin Mújika          | Spanien            | Caja Rural-Paternina          | + 22 min 02 s    |
| 20. | Jon Unzaga            | Spanien            | Seur                          | + 24 min 56 s    |
| 21. | Samuel Cabrera        | Kolumbien          | Café de Colombia              | + 31 min 29 s    |
| 22. | Eddy Schepers         | Belgien            | Fagor-MBK                     | + 31 min 43 s    |
| 23. | Gianni Bugno          | Italien            | Chateau d'Ax-Salotti          | + 32 min 23 s    |
| 24. | José Salvador Sanchis | Spanien            | Caja Rural-Paternina          | + 32 min 29 s    |
| 25. | Jesús Blanco Villar   | Spanien            | Seur                          | + 34 min 28 s    |

| Punktewertung | Punktewertung      | Punktewertung | Punktewertung                 | Punktewertung |
| Fahrer        | Fahrer             | Land          | Team                          | Punkte        |
| ------------- | ------------------ | ------------- | ----------------------------- | ------------- |
| 1.            | Giovanni Fidanza   | Italien       | Chateau d'Ax-Salotti          | 172 P.        |
| 2.            | Laurent Fignon     | Frankreich    | Super U-Raleigh-Fiat          | 139 P.        |
| 3.            | Erik Breukink      | Niederlande   | Panasonic-Isostar-Colnago-Agu | 128 P.        |
| 4.            | Maurizio Fondriest | Italien       | Del Tongo-Mele Val di Non     | 116 P.        |
| 5.            | Acácio da Silva    | Portugal      | Carrera Jeans-Vagabond        | 111 P.        |

| Bergwertung | Bergwertung      | Bergwertung                                    | Bergwertung               | Bergwertung |
| Fahrer      | Fahrer           | Land                                           | Team                      | Punkte      |
| ----------- | ---------------- | ---------------------------------------------- | ------------------------- | ----------- |
| 1.          | Luis Herrera     | Kolumbien                                      | Café de Colombia          | 70 P.       |
| 2.          | Stefano Giuliani | Italien                                        | Jolly Componibili-Club 88 | 38 P.       |
| 3.          | Jure Pavlič      | Sozialistische Föderative Republik Jugoslawien | Carrera Jeans-Vagabond    | 34 P.       |
| 4.          | Henry Cárdenas   | Kolumbien                                      | Café de Colombia          | 34 P.       |
| 5.          | Flavio Giupponi  | Italien                                        | Malvor-Sidi               | 28 P.       |

| Nachwuchswertung | Nachwuchswertung  | Nachwuchswertung                               | Nachwuchswertung          | Nachwuchswertung |
| Fahrer           | Fahrer            | Land                                           | Team                      | Zeit             |
| ---------------- | ----------------- | ---------------------------------------------- | ------------------------- | ---------------- |
| 1.               | Wladimir Pulnikow | Sowjetunion                                    | Alfa Lum-STM              | 93 h 40 min 06 s |
| 2.               | Pēteris Ugrjumovs | Sowjetunion                                    | Alfa Lum-STM              | + 4 min 37 s     |
| 3.               | Luca Gelfi        | Italien                                        | Del Tongo-Mele Val di Non | + 27 min 49 s    |
| 4.               | Jos van Aert      | Niederlande                                    | Hitachi-VTM               | + 31 min 00 s    |
| 5.               | Jure Pavlič       | Sozialistische Föderative Republik Jugoslawien | Carrera Jeans-Vagabond    | + 39 min 24 s    |

| Mannschaftswertung | Mannschaftswertung        | Mannschaftswertung | Mannschaftswertung |
| Team               | Team                      | Land               | Zeit               |
| ------------------ | ------------------------- | ------------------ | ------------------ |
| 1.                 | Fagor-MBK                 | Frankreich         | 279 h 59 min 13 s  |
| 2.                 | Caja Rural-Paternina      | Spanien            | + 13 min 27 s      |
| 3.                 | Alfa Lum-STM              | San Marino         | + 16 min 11 s      |
| 4.                 | Seur                      | Spanien            | + 16 min 37 s      |
| 5.                 | Del Tongo-Mele Val di Non | Italien            | + 20 min 35 s      |